# Milchproces

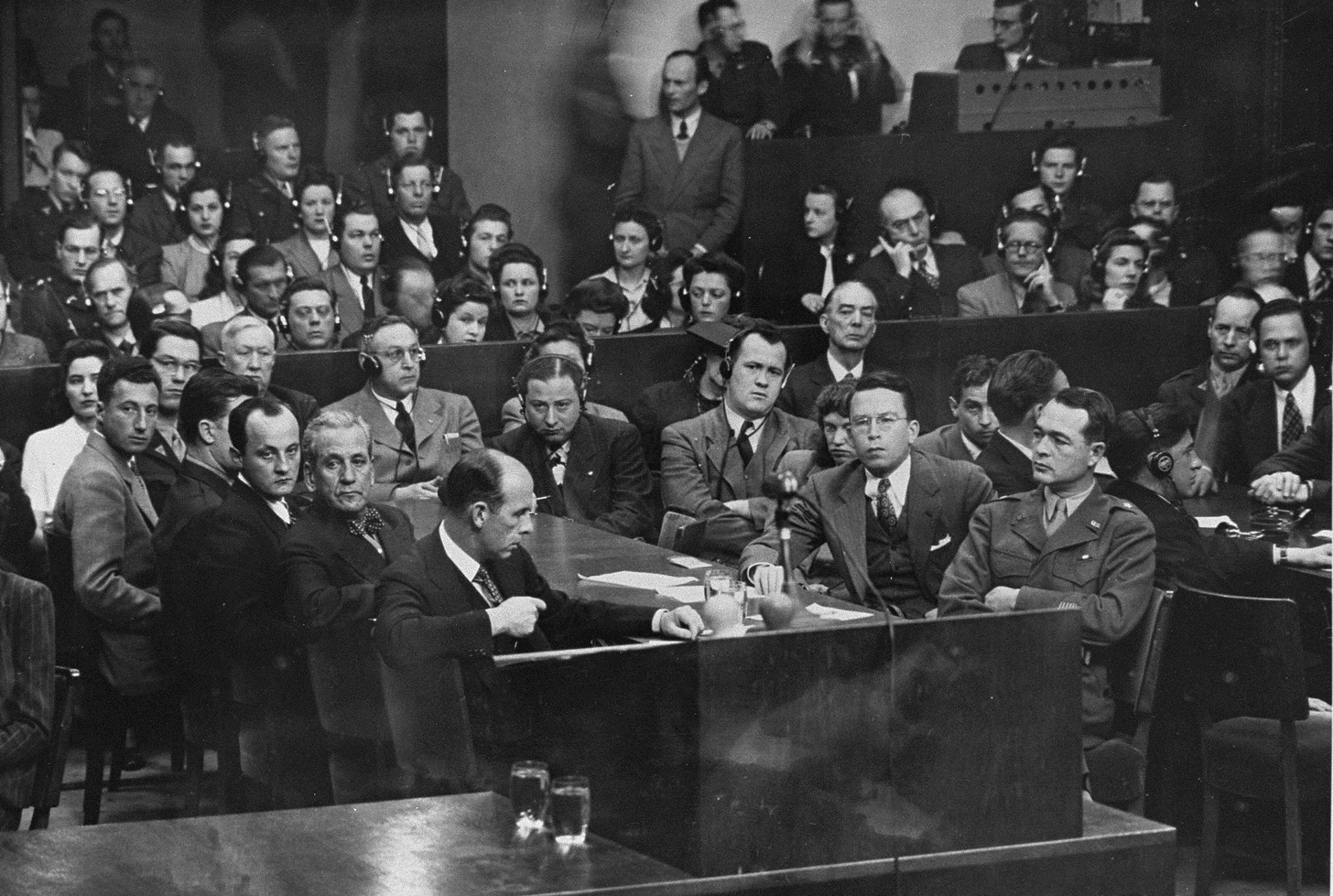
Aanklagers tijdens het Milchproces

Het Milchproces (officieel: Verenigde Staten van Amerika vs. Erhard Milch, et al.) was het tweede van twaalf processen die de Verenigde Staten na de Tweede Wereldoorlog in Neurenberg (deels ook in Frankfurt am Main) tegen verdachten van oorlogsmisdaden voerden. Deze processen werden - in tegenstelling tot het bekendere Proces van Neurenberg waar nazikopstukken werden berecht - niet voor een internationaal tribunaal gehouden maar voor Amerikaanse militaire rechtbanken. De twaalf processen vonden wel in dezelfde ruimte plaats.
In het Milchproces werd de voormalige veldmaarschalk van de Luftwaffe Erhard Milch ervan beschuldigd oorlogsmisdaden en misdaden tegen de mensheid te hebben begaan. De aanklacht werd gepresenteerd op 14 november 1946. 

## Aanklachten
De aanklachten tegen Milch werden door Michael A. Musmanno (een van de rechters van het tribunaal) als volgt samengevat:
I Bewust begaan van oorlogsmisdaden als hoofdschuldige en medeplichtige in ondernemingen waar slavenarbeid wordt verricht en van het bewust deelnemen aan ondernemingen waar krijgsgevangenen worden ingezet bij oorlogshandelingen die in strijd zijn met internationale verdragen en de wetten en gebruiken van de oorlog.
II Oorlogsmisdaden: de verdachte wordt ervan beschuldigd bewust en opzettelijk te hebben deelgenomen aan ondernemingen die dodelijke medische experimenten op proefpersonen uitvoerden zonder hun toestemming.
III Misdaden tegen de menselijkheid: het plegen van de bij II beschreven misdaden op Duitse burgers en staatsburgers van andere landen.

## Aangeklaagden
| Aangeklaagde | Foto | Rang                 | Functie                         | Schuldig aan aanklachten | Oordeel                                 |
| ------------ | ---- | -------------------- | ------------------------------- | ------------------------ | --------------------------------------- |
| Erhard Milch |      | Generalfeldmarschall | Generalinspekteur der Luftwaffe | I, III                   | Levenslang - later omgezet naar 15 jaar |

## Vonnis en uitvoering
Milch pleitte "niet schuldig" op alle aanklachten op 20 december 1946. Het proces duurde van 2 januari 1947 tot 17 april 1947. Het tribunaal vond Milch schuldig op de punten 1 en 3, maar sprak hem vrij op punt 2 van de aanklacht.
Op 17 april 1947 werd Milch veroordeeld tot levenslange gevangenisstraf in de Rebdorfse gevangenis bij München. Het vonnis werd door John J. McCloy, Hoge Commissaris van Duitsland, in 1951 omgezet in een gevangenisstraf van 15 jaar. Milch werd voorwaardelijk vrijgelaten in juni 1954.